# Enallagma maldivensis
Enallagma maldivensis é uma espécie de libelinha da família Coenagrionidae.
É endémica das Maldivas.